# Sâncraiu de Mureș (gmina)
Sâncraiu de Mureș – gmina w Rumunii, w okręgu Marusza. Obejmuje miejscowości Nazna i Sâncraiu de Mureș. W 2011 roku liczyła 7489 mieszkańców.